# Juri Sergejewitsch Plechanow
Juri Sergejewitsch Plechanow (russisch Юрий Сергеевич Плеханов; * 20. Mai 1930 in Moskau; † 10. Juli 2002 ebenda) war ein sowjetischer Geheimdienstmitarbeiter (Generalleutnant des KGB) und ein wichtiger Unterstützer des Augustputsches.

## Leben
Plechanow wurde 1930 in Moskau geboren. Er trat 1957 der KPdSU bei, schloss drei Jahre später das Pädagogische Institut in Moskau ab (Fachrichtung Geschichte) und arbeite danach sowohl für die KPdSU als auch für deren Jugendorganisation Komsomol. Seit 1964 war er für das Zentralkomitee tätig und begann 1967, für den KGB zu arbeiten. 1981 wurde er zum Generalleutnant befördert und war von 1983 bis 1990 Leiter der 9. Abteilung, ehe er 1990 zum Leiter des Sicherheitsdienstes des KGB berufen wurde, wo er für den Schutz hochrangiger Persönlichkeiten (wie Michail Gorbatschow) zuständig war. In dieser Funktion unterstützte Plechanow das Staatskomitee für den Ausnahmezustand. Er begleitete eine Delegation nach Foros, die den Versuch unternahm, Gorbatschow für die Ziele der Putschisten zu überzeugen, welche von diesem jedoch klar abgelehnt wurden.  Plechanow wurde nach dem Scheitern des Putsches inhaftiert und zu einer Haftstrafe verurteilt.
Plechanow wurde im Dezember 1992 aus der Haft entlassen. Er starb am 10. Juli 2002 und wurde auf dem Kunzewoer Friedhof in Moskau beigesetzt.

## Auszeichnungen (Auswahl)
Plechanow erhielt verschiedene Auszeichnungen, wie den Leninorden oder den Orden des Roten Sterns.